# Horváth Jenő (történész, 1881–1950)
Horváth Jenő (Gyula, 1881. november 16. – Budapest, 1950. január 20.) történész, politológus, egyetemi tanár.

## Életútja
Horváth István és Licska Mária fia. 1905-től gimnáziumi tanárként a pancsovai (1905–1906), a gyöngyösi (1906–1908), a jászberényi (1908–1909), majd a szolnoki gimnáziumban (1909–1911) tanított. Mindeközben 1907-08-ban tanulmányúton járt Nagy-Britanniában. 1911-ben szerzett magántanári képesítést a kolozsvári Ferenc József Tudományegyetemen, amelynek 1911 és 1919 között magántanára volt. 
1912-től a nagyváradi jogakadémián mint rendes tanár adott elő 1919-ig. Ezután a Magyar Nemzeti Múzeum munkatársa volt. 1924-ben a budapesti Pázmány Péter Tudományegyetemen a legújabbkori egyetemes történet címzetes nyilvános rendkívüli tanára, a Ferenc József Nevelőintézet főfelügyelője, a budapesti Mátyás Király Gimnázium, majd az Egyetemi Királyi Katolikus Gimnázium igazgatója volt. 
1943-44-ben a József Nádor Műszaki és Gazdaságtudományi Egyetemen (JNMGE) a gazdaságtörténet címzetes nyilvános rendkívüli tanára. 1928 és 1931 között szerkesztette a Háborús Felelősség c. folyóiratot. A Magyar Külügyi Társaság egyik vezetőjeként részt vett a Népszövetségi Liga nemzetközi tanácskozásain. Több tanulmánya jelent meg a magyar diplomáciatörténet tárgykörében, melyekre jellemző némi elnagyoltság és vitatható álláspont. 
A Külügyi Szemle alapító szerkesztője (1920–1944), a Háborús Felelősség (1928–1931) és a South Eastern Affairs című folyóiratok szerkesztője (1931–1939) volt.
Halálát szívbaj okozta. A Farkasréti temetőben helyezték nyugalomra, ám sírját felszámolták. Felesége Fellegi Laura Mária volt.

## Fontosabb művei
- Az erdélyi szász városok közgazdasági viszonyai a nemzeti fejedelemség megalakulásáig. Egy. doktori értek. is (Művelődéstörténeti értekezések. 15. Gyula, 1905)
- Washington (Békés [folyóirat], 1906)
- Siebenbürgisch-sächsische Städtekultur im Mittelalter (Pancsova, 1906)
- Les relations commerciales roumaino–hongroises. 1500–1550 (Pancsova, 1906)
- I. Ferenc József és kora (Gyöngyös, 1907)
- A történelem bölcselete. Tanulmányok a történettudomány alapelveiről és az emberi művelődés irányeszméiről (Gyula, 1907)
- A történettudomány művelése Békésvármegyében (Gyula, 1907)
- Négy essay a köztörténetből (Gyula, 1907)
- Az angol közoktatásügy fejlődése és irányelvei (Angol közoktatásügyi tanulmányok. 1. Gyula, 1908)
- Benyomások az angol társaséletről (Tiszántúl, 1908)
- Bevezetés a 19. század történetéhez. 1588–1815. Előadás a szolnoki Szabad Lyceumban (Szolnok, 1910)
- A nagyhatalmak megalakulása. 1648–1715. A XIX. század alapvetése (Szolnok, 1910)
- A tanárképzés Angliában (Szolnok, 1909)
- A legújabbkor története. 1815–1910 (Bp., 1913)
- Szemináriumi füzetek az újkori egyetemes történelemhez. 112. füz. (Bp., 1913)
- Történettanítás és állampolgári nevelés (Magyar Társadalomtudományi Szemle, 1914)
- Fejezetek a modern történelemhez. I–VIII. köt. (Nagyvárad, 1915–1919; 2. kiad. 1919)
- Hungary and Serbia, the Fate of Southern Hungary (Bp., 1919)
- Magyarország és a nemzetiségi kérdés. Történelmi tanulmány (Bp., 1920)
- Magyarország államszerződéseinek jegyzéke. 973–1526. Magyarország szerződései a külső hatalmakkal. Összeáll. (Bp., 1921)
- Magyarországra vonatkozó idegen nyelvű művek jegyzéke. Összeáll. Névtelenül (Bp., 1921)
- A balkáni kérdés utolsó fázisa. 1895–1920. Tanulmány a huszadik század diplomáciai történetéből (Bp., 1921)
- Diplomáciai történelem. I–II. köt. (Bp., 1921)
- Hellas. A modern Görögország nemzetiségi, közgazdasági és politikai viszonyai. 1821–1920 (A modern világ. 1. Bp., 1921)
- A gyarmati mandátumokról (A Magyar Külügyi Társaság kiadványai. Bp., 1921)
- Nemzetközi szerződések. 1815–1920. 1–4. füz. Összeáll. és ford. (A Magyar Külügyi Társaság kiadványai. Bp., 1921–1922)
- Külügyi almanach. Szerk. (Külügyi Könyvtár. 1-2. Bp., 1921–1922)
- A Népszövetség eddigi működése. 1920–1921 (A Magyar Külügyi Társaság kiadványai. Bp., 1922)
- A magyarországi nemzetiségi kisebbségekre vonatkozó programok, törvényjavaslatok, törvények és rendeletek. 1827–1920. Összeáll. (A Magyar Külügyi Társaság kiadványai. Bp., 1922)
- Emlékirat a Nemzetek Szövetségéhez az értelmi együttműködés megszervezése ügyében. Névtelenül (A Magyar Külügyi Társaság kiadványai. Bp., 1922)
- Anglia és a török kérdés (Turán, 1922)
- A nemzeti kérdés bibliográfiája. Összeáll. Névtelenül (Bp., 1922)
- Bevezetés a Balkántörténet tanulmányozásához. 395–1920 (A Magyar Külügyi Társaság kiadványai. Bp., 1922)
- Modern Afrika. Bevezetés az afrikai alakulások és az afrikai kérdés történetéhez. 1415–1920 (Külügyi Könyvtár. 4. Bp., 1922)
- Modern Hungary. 1660–1920 (South Eastern Library. I. Bp., 1922)
- Az értelmi együttműködés mozgalma a Nemzetek Szövetségében (A Magyar Külügyi Társaság kiadványai. Bp., 1923)
- A modern Kelet. Bevezetés az ázsiai és ausztráliai alakulások történetéhez. 1498–1920 (Turáni Könyvtár. 2. Bp., 1923)
- Brazília. 1822–1922 (A modern világ. 5. Bp., 1923)
- Módszeres világtörténelem (Tudományos zsebkönyvtár. 4. Bp., 1924)
- A trianoni béke megalkotása. Diplomáciai történeti tanulmány (A Háború és Béke Könyvtára. 1. Bp., 1924)
- A nemzetközi egyetemi kapcsolatok (Külügyi Szemle, 1925)
- Anglia és a Szentszövetség (Bp., 1925)
- A modern világ története. Diplomáciai és államtörténelem (Bp., 1925; 4. kiad. 1941)
- Anglia és a magyar szabadságharc. 1-2. (Századok, 1926)
- Az entente cordiale diplomáciája. 1830–1834. – A legújabbkor történetének újabb irodalma (Történeti Szemle, 1926)
- Széchenyi első angol útja, 1815 (Budapesti Szemle, 1926)
- Tankönyveink a háború alatt és után. 1914–1925. Jelentés a Carnegie-alap részére (Magyar Paedagogia, 1926)
- Amerika és a magyar szabadságharc (Századok, 1927)
- Le prince Metternich et lord Palmerston (Revue de Hongrie, 1927)
- A magyar kormány adriai politikája. 1848–1849. Adatok Fiume, Dalmácia, és a magyar tengerészet történetéhez (A Magyar Adria Egyesület kiadványa. Bp., 1927)
- A trianoni szerződés diplomáciai története (Igazságot Magyarországnak! A trianoni békeszerződés következményeinek ismertetése és bírálata. Bp., 1928; hasonmás kiad. Szekszárd, 2003)
- A legújabbkor történetének újabb irodalma. 1925–1928 (Történeti Szemle, 1928)
- A modern Amerika története. 1492–1920 (Szent István Könyvek. 56. Bp., 1928)
- Magyar diplomácia. A magyar állam külpolitikai összeköttetései a bécsi végzésektől a kettős monarchia felbomlásáig. 1815–1918 (Bp., 1928)
- Blackwell András József angol ügynök magyarországi küldetései. 1843–1848. 1-3. (Budapesti Szemle, 1928–1929)
- Magyarország külpolitikai kapcsolatai. – Magyarország politikai kapcsolatai (Magyarok a kultúráért. A magyar munka eredményei az emberi művelődés terén. Bp., 1929)
- Az angol–magyar érintkezések utolsó évszázada. Az újabb kutatások összefoglalása (Történeti Szemle, 1929)
- A trianoni szerződés alapjai (Budapesti Szemle, 1930)
- Az entente államok háborús aktakiadványai. – A háborús felelősség kérdése. Az első évtized kutatásainak eredményei. 1920–1930. – Törökország semlegessége. 1848–1849. Tanulmány a magyar szabadságharc diplomáciai történelméből (Történeti Szemle, 1930)
- Magyar lehetőségek a külpolitikában. Előadás az Országos Kaszinóban (Külügyi Szemle, 1930)
- Bülow herceg emlékiratai. 1-2. (Budapesti Szemle, 1931)
- The Banat. A Forgotten Chapter of European History (Bp., 1931)
- Ungarn und der Weltkrieg. Eine Quellenstudie (Bp., 1931)
- History of Hungary (Bp., 1931)
- Magyarország útja az Adriához (A tenger, 1932)
- Gróf Batthyány Kázmér és emlékiratai (Budapesti Szemle, 1933)
- Magyarország és az európai politika irányelvei. 1-3. (Budapesti Szemle, 1934)
- Magyarország és a világháború. 1–2. füz. (Bp., 1935)
- A külpolitikai nevelés kérdései (Magyar Paedagogia, 1935)
- Transylvania and the History of the Roumanians (Bp., 1935)
- Origins of the Crimean War (South Eastern Affairs, 1935)
- Történelmi tanulmányok. Egyetemi előadásaim 50. félévének alkalmából. I–IV. köt. Műveinek bibliográfiájával (1–2. kiad. Bp., 1935; 3. kiad. 1936; 4. kiad. 1941)
- A londoni magyar propaganda-bizottság 1849-ben (Budapesti Szemle, 1936)
- Világtörténelem (A Szent István Társulat kiadványa. Bp., 1936)
- Browning Oszkár emlékezete (Magyar Paedagogia, 1937)
- Gróf Szécsen Antal londoni küldetése, 1849-ben (Budapesti Szemle, 1937)
- Történetszemléletünk egysége és a történelmi Magyarország. Karácsonyi és Fraknói szellemi öröksége. – Széchenyi és Kossuth (Katholikus Szemle, 1937)
- Anglo–Hungarian Connection in History (Bp., 1937)
- Szent István diplomáciája. Történelmi tanulmány (Bp., 1937)
- A magyar királyi Ferenc József Nevelőintézet. Tanulmány az akadémiai nevelés és oktatás történetéhez (Bp., 1937)
- Magyarország és utódállamai. 1919–1937 (Budapesti Szemle, 1938)
- L’Angleterre, Genève et la Hongrie. Elaboration d’un system constitutionnel. 1748–1848 (Bp.–Zurich, 1938)
- The Hungarian Question. A Bibliography on Hungary and Central Europe (Bp.–Zurich, 1938)
- A Milléniumtól Trianonig. 25 év Magyarország történetéből. 1896–1920 (Bp., 1938)
- II. Szilveszter pápa és a magyar királyság megalapítása. Születésének ezredik évfordulója alkalmából (Külügyi Szemle, 1938)
- A magyar kérdés a XX. században. I. köt. Felelősség a háborúért és a békeszerződésért. II. köt. A trianoni békeszerződés megalkotása és a revízió útja (Bp., 1939)
- Essays and Papers. Relative to the History of Central Europe (Bp., 1939)
- Bevezetés Magyarország diplomáciai történetébe (Bp., 1939)
- Szent László király (Budapesti Szemle, 1940)
- Mátyás király nyugati diplomáciája (Mátyás Király Emlékkönyv. Bp., 1940)
- A nemzeti és világtörténelem értékelése (Magyar Paedagogia, 1940)
- Erdély története (Bp., 1939)
- Váradi freskó. Nagyvárad története (Bp., 1940; 2. kiad. 1942)
- Magyar diplomácia, magyar diplomaták. A magyar külpolitika századai (Bp., 1941)
- Az országgyarapítás története. 1920–1941 (A Magyar Külügyi Társaság kiadványa. Bp., 1941)
- Szavójai Jenő herceg. A dunai monarchia kialakulása (Nagy idők – nagy emberek. 2. Bp., 1941)
- Utolsó tanulmányok. Önéletrajzával és irodalmi munkásságával (Bp., 1941)
- Magyarország és a bizánci meg a török Balkán (Láthatár, 1942)
- Erdély kövei. Tanulmány az erdélyi építészet alapvonásairól (Budapesti Szemle, 1943)
- Die Geschichte Siebenbürgens (Wien–Bp.–Milano–Leipzig, 1943)
- Magyar történelem külföldiek számára (Bp., 1943)
- Magyarország helyzete a háborús Európában (A Magyar Külügyi Társaság kiadványa. Bp., 1943)
- Szent László anyja (Szent István Akadémia Értesítője, 1943)
- A kétezeréves Genf. Tanulmány a magyar–genfi kapcsolatok történetéhez. – Edgár herceg (Budapesti Szemle, 1944)
- Az angol–magyar kapcsolatok kezdetei (Yolland Emlékkönyv. Bp., 1944)
- Die internationale Statut Siebenbürgens (Ungarn, 1944)
- A politikai nevelésről (Hitel, 1944)
- A Duna-medence közgazdaság és politikája, különös tekintettel Magyarországra (A Magyar Külügyi Társaság kiadványa. Bp., 1944)
- A Milleniumtól Trianonig. 25 év Magyarország történetéből. 1896–1920. Hasonmás kiad (Bp., 2004)